# 伊那市
伊那市（日语：／ Ina shi */?）是日本長野縣南部伊那谷北部的城市，天龍川流經市內並往南流。2006年（平成18年）3月31日，旧伊那市與高遠町及長谷村合併成新的伊那市。

## 地理
赤石山脈(南阿爾卑斯)與木曾山脈(中央阿爾卑斯)分別在東西聳立，發源於縣内最大湖泊諏訪湖的天龍川流經市內的中心地曲。當地海拔最高處為東南部屬南阿爾卑斯的鹽見岳東峰(3,052m)。

## 交通
境內有東海旅客鐵道的飯田線通過。

### 鐵道
- 飯田線 :  赤木站 - 澤渡站 - 下島站 - 伊那市站 - 伊那北站

### 高速公路
- 中央自動車道

## 出身名人
- 伊澤修二（教育家）
- 伊澤多喜男（東京都知事、臺灣總督）
- 北原健二（前日本職業足球選手）
- 常田大希（日本樂團King Gnu成員）
- 井口理（日语：井口理）（日本樂團King Gnu成員）